# Acaco
Acaco, na mitologia grega, foi filho de Licaão. Fundou a cidade de Acacásio, na Arcádia. De acordo com algumas tradições, foi pai de criação de Hermes.